# Samuel Rideal
Samuel Rideal, né à Londres en 1863 où il est mort le 13 novembre 1929, est un chimiste analytique britannique.
Il est président de la Society for Analytical Chemistry en 1918-1919.

## Biographie
Il est le fils de John Rideal. Il obtient une bourse au Dulwich College (1875-1878). En 1878, il devient membre de l'Institut de Chimie, au conseil duquel il siégera pendant les années 1899-1902. Il étudie ensite pendant une courte période, à la Royal School of Mines avant d'entrer à l'University College de Londres, où, en 1883, il devint assistant du Dr A. W. Williamson. Il conserve ce poste pendant un an ou deux sous la direction de William Ramsay puis, en 1889, devient maître de conférences en chimie à la faculté de médecine de l'hôpital St. Georges. En 1884, il obtient un baccalauréat ès sciences à l'Université de Londres, avec les honneurs de première classe, et une bourse universitaire en chimie. Deux ans plus tard, il obtient le diplôme de docteur en sciences, en chimie inorganique. Il est élu en 1888 membre de l'University College de Londres.
Il a mis au point en 1903 avec J.T. Ainslie Walker une méthode pour tester les désinfectants.